# Stelian Tănase
Stelian Tănase (n. 17 februarie, 1952, București) este un scriitor, istoric, politolog, publicist, scenarist, regizor, realizator de televiziune și analist politic român. Între 2013 și 2015, Stelian Tănase a fost Președintele Societății Române de Televiziune. Din 1990 este membru al Uniunii Scriitorilor din România. Din mai 2025, membru de onoare al Uniunii Naționale a Scriitorilor Greci.

## Biografie
Stelian Tănase a absolvit Facultatea de Filosofie din București a Universității din București în 1977. Înainte de 1989, a scris trei cărți, din care două - Playback și Corpuri de Iluminat - au fost interzise de cenzura comunistă, fiind publicate abia după căderea regimului comunist. Stelian Tănase a fost un participant activ la Revoluția Română din decembrie 1989, care dus la căderea regimului comunist și a dictaturii lui Nicolae Ceaușescu. 
Imediat după schimbarea regimului, Stelian Tănase a devenit în câteva săptămâni o personalitate de referință a societății civile românești, fiind membru fondator și primul președinte al Grupului pentru Dialog Social (GDS); a fost unul din fondatorii, alături de Mariana Celac, a revistei ”22”, publicată de GDS, împreună cu Dan Pavel, Gabriela Adameșteanu, Rodica Palade.și primul redactor șef al revistei. 
Inițial, revista 22 avea un tiraj de peste 150.000 de exemplare, iar impactul ei a fost deosebit asupra societății civile din România; editorialele semnate de Stelian Tănase prezentau ”pentru prima dată articulate în mod coerent argumentele cu privire la natura gorbaciovistă a conducerii fenesniste a țării și la supraviețuirea corpului monstruos al comunismului, în ciuda dispariției sale ca sistem”. Editorialul său „Perestroika NU” de la începutul lui 1990 a definit clar direcția pro-occidentală a României: nu o sumă de reforme menite să îmblânzească regimul comunist, un fel de primăvară de la București, cu un sistem democratic autentic, de tip occidental. Stelian Tănase a fost una dintre cele mai active personalități publice implicate în demonstrațiile maraton intrate în istoria postcomunistă sub numele de ”fenomenul Piața Universității”, alături de Ana Blandiana, Doina Cornea, Radu Filipescu, Marian Munteanu, Octavian Paler, Victor Rebengiuc, Gheorge Zamfir; aceste manifestări împotriva Frontului Salvării Naționale, a lui Ion Iliescu, Petre Roman, Silviu Brucan & ceilalți lideri feseniști, au pregătit fenomenele organizate de opoziție și luptă politică, de la Alianța Civică la Convenția Democratică din România . 
În continuarea implicării sale civice, a fost unul dintre primii membri ai Alianței Civice, fondate de Ana Blandiana și alți militanți civici. Spre deosebire de alți colegi din Alianța Civică, Stelian Tănase era adeptul implicării directe a intelectualilor critici în viața politică; drept urmare, a fost în 1991 unul dintre fondatorii Partidului Alianței Civice, alături de criticul literar Nicolae Manolescu, Alexandru Popovici, Nicolae Constantinescu; PAC a fost pe 26 noiembrie 1991 unul dintre partidele fondatoare ale Convenției Democratice.  A fost ales vicepreședinte al Partidului Alianța Civică, în 1991. A devenit deputat în Parlamentul României în 1992, candidând pe listele Convenției Democratice. La sfârșitul anului 1992, Stelian Tănase (împreună cu Dan Pavel) a înființat prima revistă de științe politice din România postcomunistă, Sfera Politicii. Membru al grupului PAC-PL'93, a devenit liderul grupului parlamentar PAC în 1993, când cele două partide s-au separat. Între alte responsabilități, a fost vicepreședinte al comisiei pentru relații externe a Camerei Deputaților . 
După alegerile din 1996, Stelian Tănase a ieșit din viața politică activă și s-a dedicat activităților sale de scriitor, realizator media, precum și carierei profesionale în domeniul științelor politice. În această perioadă este beneficiarul unor granturi oferite de Școala Woodrow Wilson (1994) și de Fundația Fulbright (1997) . În perioada postcomunistă, când mulți dintre participanții la evenimentele revoluționare din 1989 s-au zbătut să obțină avantaje de pe urma participării reale sau fictive la doborârea comunismului, Stelian Tănase a refuzat să capitalizeze statutul de ”revoluționar”, fiind implicat în fondarea Asociației Revoluționarilor Fără Privilegii (Președinte - Radu Filipescu; vicepreședinți - Ion Caramitru, Dan Pavel; membri Marius Oprea, Victor Rebengiuc, Stelian Tănase ș.a.m.d.). 
Una dintre constantele sale preocupări postcomuniste a fost legată de studierea arhivelor comunismului; Stelian Tănase a fost unul dintre primii cercetători români care au intrat în arhivele fostei poliții politice, Securitatea; pe vremea cînd era deputat, a făcut numeroase cereri către autorități pentru a i se permite accesul la arhivele SRI, unde erau păstrate dosarele Securității, iar până la urmă a obținut accesul, cu mult înaintea altor cercetători. Studiul arhivelor Securității s-a concretizat în publicarea a numeroase cărți despre personalitățile urmărite de Securitate (vezi mai jos, ”Opera literară și științifică”). Una dintre cele mai mari surprize ale cercetării arhivelor a fost legată de descoperirea faptului că unul dintre cei mai vechi prieteni ai săi și coleg de facultate îl monitorizase și îl ”turnase” la Securitate, chiar și în ultimele săptămâni ale regimului comunist. A obținut doctoratul în sociologie politică la SNSPA în 1996. În 1997, este profesor delegat la UCLA.
Realizator al unor talk showuri pe teme politice sau culturale la posturile de televiziune TVR, Antena 1 și Realitatea TV. În prezent, este profesor la Facultatea de Științe Politice din cadrul Universității din București. 
A susținut conferințe la Roma, Paris, Oslo, Viena, Budapesta, Washington, precum și la prestigioase universități americane: Berkeley University, UCLA, Standford University, New York University, Columbia University, Maryland University Washington DC, The New School for Social Research, New York. Este laureat a numeroase premii de televiziune, și premii literare. Lucreaza ca editor coordonator al revistei Sfera Politicii.
A fost o perioadă angajat al concernului de presă Realitatea aparținând lui Sorin Ovidiu Vântu, având două emisiuni săptămânale la Realitatea TV, anume dezbaterea 3X3 și seria de documentare „București Strict Secret”. A publicat numeroase articole în Cotidianul. A continuat să publice în revista 22 și după ce a părăsit colegiul redacțional.
În 2006, Stelian Tănase a făcut parte din Comisia Prezidențială pentru Analiza Dictaturii Comuniste din România (cunoscută și sub numele ”Comisia Tismăneanu”), alături de Vladimir Tismăneanu, Sorin Alexandrescu, Mihnea Berindei, Constantin Ticu Dumitrescu, Radu Filipescu, Paul Goma, Virgil Ierunca, Monica Lovinescu, Nicolae Manolescu, Marius Oprea, Horia Roman Patapievici, Dragoș Petrescu, Andrei Pippidi, Romulus Rusan, Levente Salat, Alexandru Zub .
La data de 28 septembrie 2010 a fost numit în funcția de director general al postului Realitatea TV.. Ulterior, a demisionat din funcție, datorită dificultăților întâmpinate în punerea în practică a programului de restructurare a postului pe modelul BBC. În decembrie 2013, după ce primul nominalizat în funcție, Bogdan Rareș, nu a fost votat de Parlament, a fost numit Președinte interimar al Societății Române de Televiziune (SRTV), la propunerea Partidului Național Liberal, care nu ieșise încă din Uniunea Social Liberală. Ulterior, în ciuda ieșirii PNL din USL și a zvonurilor privind faptul că nu va fi susținut de PSD și premierul Victor Ponta, în iunie 2014, cele două camere reunite ale Parlamentului României au votat numirea lui Stelian Tănase în funcția de Președinte al Societății Române de Televiziune. 
Pe 19 aprilie 2014 a suferit un infarct miocardic, fiind internat la secția de terapie intensivă din cadrul Spitalului Fundeni din București.
În data de 23 octombrie 2014, într-o ceremonie ce a avut loc la Castelul Peleș din Sinaia a primit din partea Casei Regale a României decorația Ordinul Coroana României în grad de Ofițer cu ocazia celei de-a 93-a aniversări a Regelui Mihai I al României, decorație înmânată de Principesa Moștenitoare Margareta a României. După eveniment a fost urmat un dineu care a avut loc în Sufrageria de Stat a Castelului Peleș. Printre personalitățile care au mai fost decorate s-au aflat Draga Olteanu-Matei și Tamara Buciuceanu, , care au primit Ordinul Coroana României în grad de Ofițer, și interpretele de muzică populară Sofia Vicoveanca și Maria Ciobanu, cărora le-au fost înmânate însemnele Ordinului Coroana României în grad de Cavaler.

## Activitatea mediatică
A realizat emisiunea radiofonică „Conversația de joi seara”, la Radio Contact și emisiunile de televiziune „2 plus 1” și „Orient Express”, la Antena 1
și „Zece și un sfert”, la Realitatea TV.
La sfârșitul anului 2003 a realizat, pentru trei luni, talk-show-ul „Mașina de tocat” la postul public de televiziune TVR 1.
Conform informațiilor de presă, emisiunea a fost oprită datorită intervenției PSD, partidul aflat la putere la acea vreme.
În septembrie 2010, realiza emisiunile „3x3” și „Tănase și Dinescu” de la Realitatea TV. După ce a fost nominalizat ca Președinte interimar al SRTV, Stelian Tănase a declarat public că nu va apărea în emisiunile Televiziunii Române cîtă vreme va fi conducătorul respectivei instituții .

## Opera literară și științifică, memorialistica
Opera lui Stelian Tănase are trei părți importante: textele ficționale (literatura), textele nonficționale (știință politică, istorie, cercetarea arhivelor), memorialistica. O parte semnificativă dintre cărțile nonficționale reprezintă rodul cercetărilor de decenii făcute de Stelian Tănase în arhivele comunismului românesc, arhivele PCR și arhivele fostei poliții politice, Securitatea. Despre romanele lui Stelian Tănase au scris mai mulți critici literari.

### Romane
- Luxul melancoliei, Cartea Românească, 1982; ediția a II-a, 1993
- Corpuri de iluminat, Cartea Românească, 1990; ediția a II-a, Allfa, 1998; ediția a III-a, Polirom, 2004; ediția a IV-a, Humanitas, 2008 (scris între anii 1984-1987)
- Playback, Ed. Fundației Culturale Române, 1995; ediția a II-a, Paralela 45, 2004; ediția a III-a, Humanitas, 2008
- Maestro, Polirom, 2009[21]
- Dracul și mumia, 2010[22]
- Moartea unui dansator de tango (Editura Corint, 2011)[23][24]
- Skepsis. Cartea cu Povești (Editura Trei, 2012)
- Nocturnă cu vampir. Opus 1 (Editura Rao, 2017)
- Partida de Vânătoare (Editura Vremea 2018).
- Repertoarul amorului. 69 de povesti de dragoste din istoria lumii (Editura Hyperliteratura, 2019)
- Marele incendiator. Cronica unui fapt divers (Editura Corint, 2019)
- Negustorul de Antichități (Editura Corint, 2023)
- Dincolo nu e nimeni (Editura Corint, 2024)

### Eseuri istorico-politice. Memorialistică
- Istoria căderii regimurilor comuniste (cu o prefață de Lavinia Betea, Editura Cuantic 2022)
- Convorbiri cu Regele Mihai (Editura Corint Books, 2018)
- Stelian Tănase - Elena Vijulie,  Dinastia (Editura RAO, 2017)
- Șocuri și crize (articole politice, Staff, 1993)
- Ora oficială de iarnă. Jurnal 1986–1990 (Institutul European, 1995)
- Miracolul revoluției. O istorie politică a căderii regimurilor comuniste (Humanitas, 1999)
- Anatomia mistificării. Procesul Noica-Pillat (Humanitas, 1997, ed a II-a Humanitas, 2003)
- Sfidarea memoriei (convorbiri cu Alexandru Paleologu), (Du Style, 1996)
- Revoluția ca eșec. Elite și societate (studii politice), (Polirom, 1996)
- L.A. vs. N.Y. Jurnal american (Polirom, 1998)
- Elite și societate. Guvernarea Gheorghiu-Dej, 1948–1965 (Humanitas, 1998)
- Acasă se vorbește în șoaptă. Dosar & jurnal din anii târzii ai dictaturii (Compania, 2002). Un volum care conține citate din dosarul său de Securitate.
- Zei și semizei. La început de secol (2004)
- Clienții lu’ tanti Varvara (Editura Humanitas, 2005)
- Avangarda românească în arhivele Siguranței (Editura Polirom, 2008)[25][26]
- Racovski. Dosar secret (Editura Polirom, 2008)[25]
- Cioran și Securitatea (Editura Polirom, 2010, Editura Cuantic 2023)[27]
- Panait Istrati. Dosar de Siguranță (Editura Polirom, 2008)[28]
- „Dosarul Brucan – Documente ale Direcției a III-a Contraspionaj a Departamentului Securității Statului (1987-1989)” - coordonator, Editura Polirom, 2008[29]
- Istoria politică a căderii regimurilor de stat comuniste (Editura Humanitas, 2009)
- Dinastia. Cei patru regi ai României (RAO, 2017)
- Conversații cu Regele Mihai, ediție îngrijită de Elena Vijulie (Editura Corint, 2018)
- Sunt un copil al Războiului Rece. Memorialistică (Editura Corint, 2021)
- Zvonuri despre Sfârșitul Lumii. Bucureștiul sub ocupația sovietică 1944-1953 (Editura Corint)
- Viața lui Panait Istrati (Editura Corint, 2024)

## Distincții
- Ordinul național „Steaua României” în grad de Ofițer (1 decembrie 2000) „pentru realizări artistice remarcabile și pentru promovarea culturii, de Ziua Națională a României”[30]